# Е́
Е́ (minúscula е́; cursiva: Е́ е́) es una letra del alfabeto cirílico. En todas sus formas es un homoglifo de la letra latina É (É é É é).

## Uso
⟨Е́⟩, al igual que cualquier otra vocal cirílica acentuada, se encuentran principalmente en las lenguas eslavas orientales en palabras como уже́ o в душе́. Las palabras que tienen letras como ⟨Е́⟩ se usan principalmente si la palabra tiene más de una sílaba y son fundamentales para usar en las lenguas eslavas orientales.
Las palabras necesitan utilizar un acento si una palabra es más larga que una sílaba. Estas letras que están acentuadas son fundamentales
Letras como estas son importantes y necesarias para que los hablantes nativos puedan entender el significado y la pronunciación de la palabra y es necesario poner letras como estas en idiomas como este en palabras para darle a la palabra una oración o frase más significativa en los textos.

## Relación con letras y otros caracteres similares
- E e: Letra latina E
- É é: Letra latina E con acento agudo - un letra del checo, feroés, húngaro, islandés, casubio, y del eslovaco
- Ё ё: Letra cirílica yo
- Є є: letra cirílica ye ucraniana
- Э э: Letra cirílica e

## Computando códigos
Siendo una letra relativamente reciente, no presentar en cualquier legado 8-mordió cirílico codificando, la letra Е́ no es representado directamente por un carácter precompuesto  en Unicode tampoco;  tiene que ser compuesto como Е+◌́ (U+0301).
| Carácter      | Е                          | Е                          | е                        | е                        | ́                       | ́                       |
| ------------- | -------------------------- | -------------------------- | ------------------------ | ------------------------ | ---------------------- | ---------------------- |
| Unicode       | CYRILLIC CAPITAL LETTER IE | CYRILLIC CAPITAL LETTER IE | CYRILLIC SMALL LETTER IE | CYRILLIC SMALL LETTER IE | COMBINING ACUTE ACCENT | COMBINING ACUTE ACCENT |
| Codificación  | decimal                    | hex                        | decimal                  | hex                      | decimal                | hex                    |
| Unicode       | 1045                       | U+0415                     | 1077                     | U+0435                   | 769                    | U+0301                 |
| UTF-8         | 208 149                    | D0 95                      | 208 181                  | D0 B5                    | 204 129                | CC 81                  |
| Ref. numérica | &#1045;                    | &#x415;                    | &#1077;                  | &#x435;                  | &#769;                 | &#x301;                |